# Victor Fleming
Victor Lonzo Fleming (n. 23 februarie 1889, Pasadena, California -  d. 6 ianuarie 1949, Cottonwood, Arizona) a fost un regizor american de film. Este cel mai notabil pentru regizarea filmelor Vrăjitorul din Oz (1939) și  Pe aripile vântului (1939) - pentru ambele câștigând Premiul Oscar pentru cel mai bun regizor. Este singurul regizor care apare de două ori în lista AFI 100 de ani...100 de filme (a 10-a aniversare) (din 2007).

## Biografie

### Viață timpurie
Victor Fleming s-a născut în localitatea Banbury Ranch, acum cunoscută ca La Cañada Flintridge, staul California, ca fiu al Evei (născută Hartman) și al lui William Richard Lonzo Fleming.

### Carieră
În timpul Primului Război Mondial a fost înrolat în Armata Statelor Unite, servind ca fotograf, iar după încheierea războiului a fost fotograful șef al președintelui Woodrow Wilson în decursul tratativelor Tratatului de la Versailles din Franța. Fleming a arătat aptitudini multiple, dar mai ales mecanice, încă de tânăr. În timpul cât lucrase ca mecanic auto, l-a cunoscut pe regizorul Allan Dwan, care a văzut talentul său, luându-l în echipa sa ca asistent de operator imagine. Relativ repede a devenit operator de imagine lucrând cu Dwan și cu D. W. Griffith, iar apoi regizând primul său film în 1919.
Multe din filmele sale mute au fost filme de acțiune, adesea avându-l ca actor principal pe Douglas Fairbanks, ori westernuri. Datorită stilului său de om robust și iubitor de natură, Victor Fleming a devenit cunoscut ca fiind un „regizor al bărbaților”, deși în multe din filmele sale poate fi considerat și un „regizor al femeilor”. Astfel, sub regizarea sa, Vivien Leigh a câștigat premiul Oscar pentru cea mai bună actriță (în multi-premiatul Pe aripile vântului - 1939), Hattie McDaniel  a câștigat premiul Oscar pentru cea mai bună actriță în rol secundar iar Olivia De Havilland a fost nominalizată pentru premiul Oscar.

## Filmografie parțială

### Ca regizor
- Joan of Arc (1948)
- Adventure (1945)
- A Guy Named Joe (1943)
- Tortilla Flat (1942)
- Dr. Jekyll and Mr. Hyde (1941)
- Gone with the Wind (1939)
- The Wizard of Oz (1939)
- The Great Waltz (1938) (necreditat)
- Test Pilot (1938)
- Captains Courageous (1937)
- The Good Earth (1937) (necreditat)
- The Farmer Takes a Wife (1935)
- Reckless (1935)
- Treasure Island (1934)
- Bombshell (1933)
- The White Sister (1933)
- Red Dust (1932)
- The Wet Parade (1932)
- Renegades (1930)
- Common Clay (1930)
- The Virginian (1929)
- The Wolf Song (1929)
- Abie's Irish Rose (1929)
- The Awakening (1928)
- The Rough Riders (1927)
- Hula (1927)
- The Way of All Flesh (1927)
- Mantrap (1926)
- The Blind Goddess (1926)
- Lord Jim (1925)
- A Son of His Father (1925)
- Adventure (1925)
- The Devil's Cargo (1925)
- Code of the Sea (1924)
- Empty Hands (1924)
- The Call of the Canyon (1923)
- To the Last Man (1923)
- Law of the Lawless (1923)
- Dark Secrets (1923)
- Anna Ascends (1922)
- Red Hot Romance (1922)
- The Lane That Had No Turning (1922)
- Woman's Place (1921)
- Mama's Affair (1921)
- The Mollycoddle (1920)
- When the Clouds Roll By (1919)